# Plaça de Sant Gaietà
La plaça de Sant Gaietà, coneguda popularment com 'el raconet', és una petita plaça del barri de Sarrià de Barcelona. El conjunt d'edificacions que l'envolten està declarat bé amb elements d'interès (categoria C).

## Història
La plaça, com el proper mercat de Sarrià, ocupen part de l'antic 'hort del rector', que estava situat al costat de la parròquia de Sarrià, i va quedar segmentat el 1905, amb l'obertura del passeig Reina Elisenda de Montcada.

## Descripció
La plaça forma un cul-de-sac, al que només s'hi accedeix per un estret carreró des del carrer del Pare Miquel de Sarrià. Està envoltada d'edificacions d'arquitectura popular, algunes del segle XVIII, representatives de l'arquitectura més popular del nucli del vell Sarrià. La majoria de cases tenen planta baixa i pis i conserven els trets més característics de quan foren construïdes. Multitud de testos i plantes sobre les rajoles vermelles del paviment contribueixen a donar-li un aire domèstic.

## Toponímia
La plaça està dedicada a Gaietà de Thiene (Vicenza, 1480 - Nàpols, 1547), jurisconsult i sacerdot, fundador de l'orde dels teatins o clergues regulars.